# Deutsche Eisenbahn-Gesellschaft

La Deutsche Eisenbahn-Gesellschaft (en français, Compagnie des chemins de fer allemands) (à l'origine abrégé DEAG .AG, puis plus tard DEGA, DEG ou encore DEGV), est une compagnie ferroviaire privée opérant en Allemagne depuis la fin des années 1890. L'entreprise fait aujourd'hui partie de Transdev.